# Сооден, Георг
Георг Александр Сооден (эст. Georg Aleksander Sooden; 2 декабря 1904, Гельсингфорс — 28 июля 1944, Синимяэд) — эстонский военный, штурмбаннфюрер СС, служивший в 659-м восточном батальоне вермахта и 20-й эстонской гренадерской дивизии СС.

## Биография
Уроженец Хельсинки. Отец — эстонец, служащий полиции в Гельсингфорсе. Мать — финско-шведского происхождения. С трёх лет проживал в Йыхви. В 1924 году окончил среднюю школу, отправился служить в армию и в 1927 году окончил офицерскую школу, получив звание младшего лейтенанта. Служил до 1940 года в Кайтселийт, имел звание лейтенанта.
После присоединения Эстонии к СССР Сооден был переведён в 22-й стрелковый корпус, но 28 июля 1941 дезертировал оттуда и перешёл на сторону немцев. С сентября 1941 года сражался против советских войск, с мая 1943 года командовал 659-м эстонским остбатальоном. Произведён в гауптштурмфюреры СС, с января 1944 года — штурмбаннфюрер СС. Сражался под Волховом, Ильменем и Новгородом. С начала марта 1944 года нёс службу в районе Нарвы с батальоном, летом того же года возглавил 1-й батальон 47-го гренадерского полка СС в 20-й эстонской дивизии СС.
Погиб 28 июля (по другим данным) 30 июля 1944 года в боях на рубеже «Танненберг». Похоронен в родном Йыхви на площади Войны за независимость Эстонии.